# Oropodisma parnassica
Oropodisma parnassica är en insektsart som först beskrevs av Scudder, S.H. 1897.  Oropodisma parnassica ingår i släktet Oropodisma och familjen gräshoppor. Inga underarter finns listade i Catalogue of Life.